# Xyphinus xanthus
Xyphinus xanthus är en spindelart som beskrevs av Christa L. Deeleman-Reinhold 1987. Xyphinus xanthus ingår i släktet Xyphinus och familjen dansspindlar. Inga underarter finns listade i Catalogue of Life.